# Салитри (Сеара)
Салитри (порт. Salitre) — муниципалитет в Бразилии, входит в штат Сеара. Составная часть мезорегиона Юг штата Сеара. Входит в экономико-статистический микрорегион Шапада-ду-Арарипи. Население составляет 14 871 человек на 2006 год. Занимает площадь 899,824 км². Плотность населения — 16,5 чел./км².

## Статистика
- Валовой внутренний продукт на 2003 составляет 27.462.412,00 реалов (данные: Бразильский институт географии и статистики).
- Валовой внутренний продукт на душу населения на 2003 составляет 1.902,22 реалов (данные: Бразильский институт географии и статистики).
- Индекс развития человеческого потенциала на 2000 составляет 0,558 (данные: Программа развития ООН).